# Bangai-O
Bangai-O oder Bakuretsu Muteki Bangaiō (jap.: 爆裂無敵バンガイオー, dt.: „explosiver, unbesiegbarer Bangaiō“) ist ein Shoot ’em up mit Bullet-Hell-Elementen. Es erschien im Herbst 1999 für das Nintendo 64 und kurz darauf für Sega Dreamcast in Japan unter seinem japanischen Namen. Die Dreamcast-Version wurde später unter dem Namen Bangai-O weltweit veröffentlicht; in Deutschland mithilfe des Publishers Swing Entertainment.

## Spielprinzip
In einer Zukunft in ca. 200 Jahren bekämpft eine private Weltraumpolizei unter der Ägide von Riki mit seiner Schwester Mami in dem Mech Bangaiō Schmuggel und beantwortet den Beschuss mit Waffengewalt. Es gilt, 44 Level erfolgreich zu überwinden.
Typisch für Bullet-Hell-Shooter sieht sich der Spieler einer Übermacht mit Hunderten von Geschossen auf dem Bildschirm ausgesetzt, die er nur mit Taktik, Geschicklichkeit und dem sinnvollen Benutzen von Extras entgegentreten kann.

## Kommerzieller Erfolg
Laut des deutschen Videospielmagazins Total! wurden nur wenige tausend Stück verkauft. Während es auf dem N64 nur in Japan erschien, erfuhr die Dreamcast-Version einen weltweiten Release.

## Nachfolger

### Bangai-O Spirits
2008 erschien für den Nintendo DS der offizielle Nachfolger.

### Bangai-O HD: Missile Fury
Der dritte Teil der Reihe erschien am 4. Mai 2011 für die Xbox 360 im Marketplace.

## Rezeption
In der Fachpresse erhielt der Titel gute Kritiken, der enorme Umfang sowie die gute Steuerung und die gelungene Präsentation wurden gelobt, wobei der Sound als Fahrstuhlmusik kritisiert wurde.